# アルアウディア属
アルアウディア属（アルアウディアぞく、Alluaudia、アリューディア、アローディア、アリュウアウディア）あるいはフトカナボウノキ属（ふとかなぼうのきぞく）は、ナデシコ目ディディエレア科の属である。6種から構成され、主にマダガスカル南西部に分布、特にフトカナボウノキとアリュウボクは乾燥地のエコリージョンの一つであるマダガスカル有刺雑木林の中核をなす。属名はフランスの昆虫学者シャルル・A・アリュオーにちなむ。

## 特徴
刺のある多肉植物で、5–20メートルの低高木。幹に水を蓄え、乾季に落葉する。アリュオーディア・ドゥモサ1種を除いて短枝があり、雨季になると幹から直接葉を茂らせる。乾季になると再び落葉、雨季に再着葉のサイクルを繰り返す。このメカニズムは一部のサボテン（木の葉サボテン）にも似る。ただし刺はサボテンと異なり肉刺であり、樹皮が突出したものである。

## 種
- アリュウボク[6]（Alluaudia procera (Drake) Drake アリュオーデイア・プロケラ[7]; 園芸名: 亜竜木[8]）

タイプ種。樹高は約20メートル。小判状の葉と刺に覆われた背骨が空に向かって伸びている様に見える。枝を伸ばして最初に付ける葉は地面に対して並行に付くが、翌年同じところに1対の葉が縦に付く。
- フトカナボウノキ[6]（Alluaudia ascendens (Drake) Drake アリュオーデイア・アスケンデンス[7]、アローディア・アスケンデンス[8]）

アリュウボクに似るが太い。
- 刺長二つ葉金棒[要出典]（Alluaudia montagnacii Rauh アローディア・モンタグナッキー[3]）

フトカナボウノキに似るがより太い。また、刺が長く、縦に整列して付く。
- Alluaudia comosa (Drake) Drake アローディア・コモサ; 園芸名: 姫二ツ葉金棒[9]）

若いころは平伏しているが、樹木状となり最高10mに達する。
- 細二つ葉金棒[要出典]（Alluaudia humbertii Choux アローディア・フンベルティ[8]）

コモサ種に似るが、ややひょろひょろしている。
- Alluaudia dumosa (Drake) Drake アリュオーディア・ドゥモサ[7]

この種のみ短枝葉を出さず、一時葉も直ぐに脱落する。刺も他の種に比べ貧弱で、ほとんど枝のみの姿をしている。